# Hann (rivier)
De Hann is een rivier in de regio Kimberley in West-Australië.

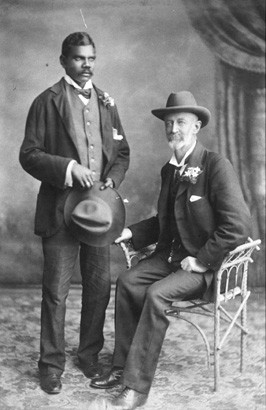
Frank Hann (rechts) met zijn assistent Talbot rond 1910

## Geschiedenis
Vermoedelijk werd de rivier door landmeter-generaal H.F. Johnston naar Frank Hann vernoemd in 1900. Hann had twee jaar eerder als eerste blanke de rivier ontdekt en de Phillips genoemd. Meer zuidelijk in West-Australië gelegen bestond echter al een rivier met die naam.

## Geografie
De Hann ontspringt op 594 meter hoogte aan de voet van 'Mount Lacy'. De rivier stroomt vervolgens meer dan tweehonderd kilometer in zuidelijke richting doch niet in een rechte lijn. Ze passeert 'Mount Elisabeth' en kruist de Gibb River Road. De rivier snijdt door de 'Barnett Range' en vervolgens door de 'Phillips Range' en de 'Moll Gorge'. Uiteindelijk stroomt de Hann door de 'Talbot Range' om op 251 meter hoogte in de Fitzroy uit te monden.
De Hann wordt door onder meer onderstaande twaalf waterlopen gevoed:
- Bella Creek (470 m)
- Snake Creek (466 m)
- Grey Mare Creek (431 m)
- Crocodile Creek (425 m)
- Barnett River (377 m)
- Harris Creek (377 m)
- Caroline Creek (302 m)
- Urquhart Creek (297 m)
- Macnamara Creek (289 m)
- Dora Creek (280 m)
- Tippetts Creek (265 m)
- Traine River (264 m)

## Flora en fauna

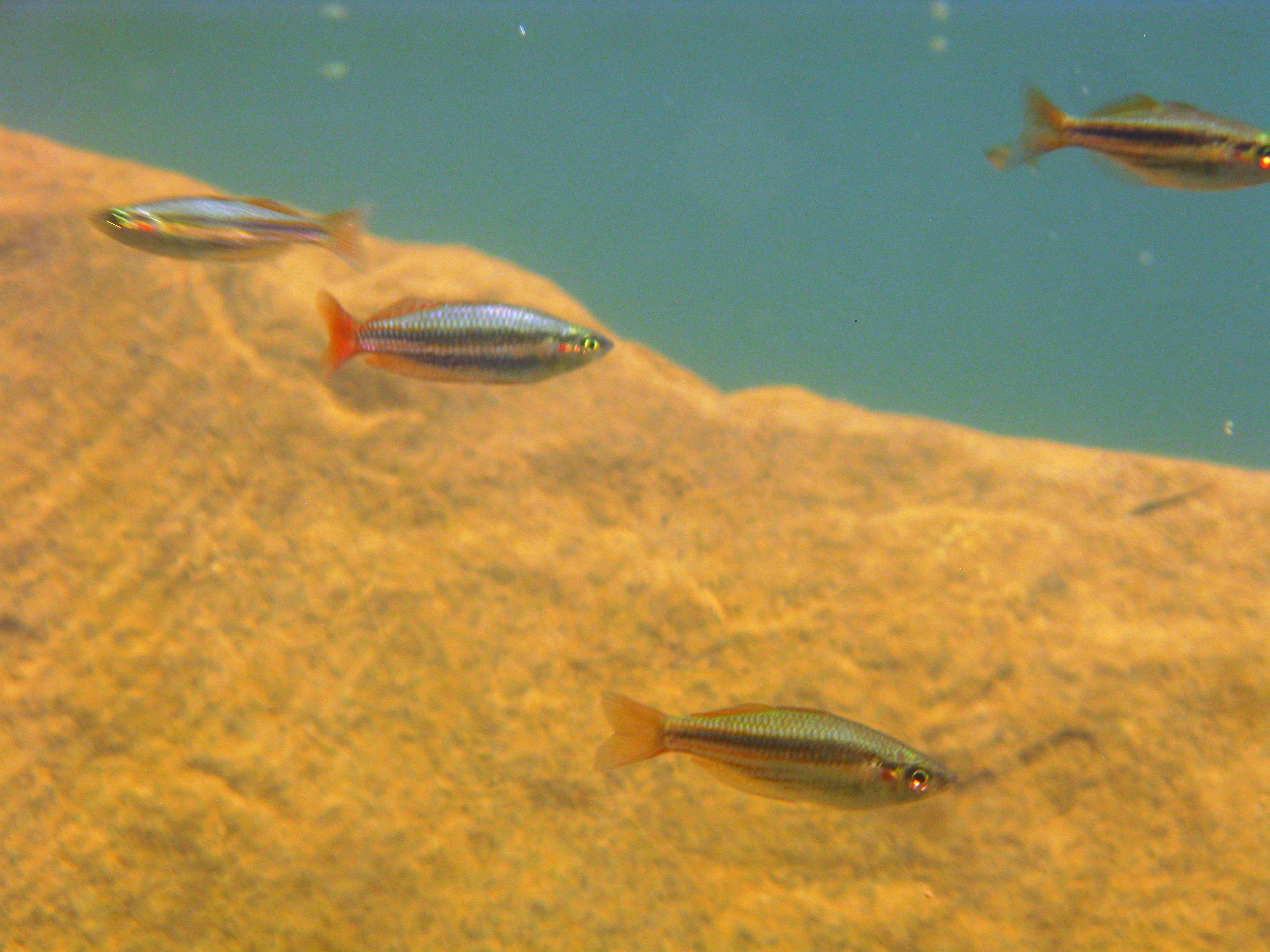
Melanotaenia australis

Onderstaande vissen werden in de Hann waargenomen:
- Neosilurus hyrtlii
- Melanotaenia australis
- Amniataba percoides
- Hannia greenwayi
- Hephaestus jenkinsi

De grassoort Whiteochloa sp. Hann River is endemisch langs de rivier.